# Catedral metropolitana de Guayaquil
La Catedral Metropolitana de Guayaquil (oficialmente Catedral de San Pedro) es una catedral ecuatoriana que se encuentra en pleno centro de Guayaquil, en el Parque Seminario, fue construida originalmente en madera alrededor de 1547, en la que en esa época era la Plaza Mayor de la ciudad, y reedificada en cemento armado en el siglo XX, en estilo neogótico.  Fue la iglesia matriz desde mediados del siglo XVI.

## Historia

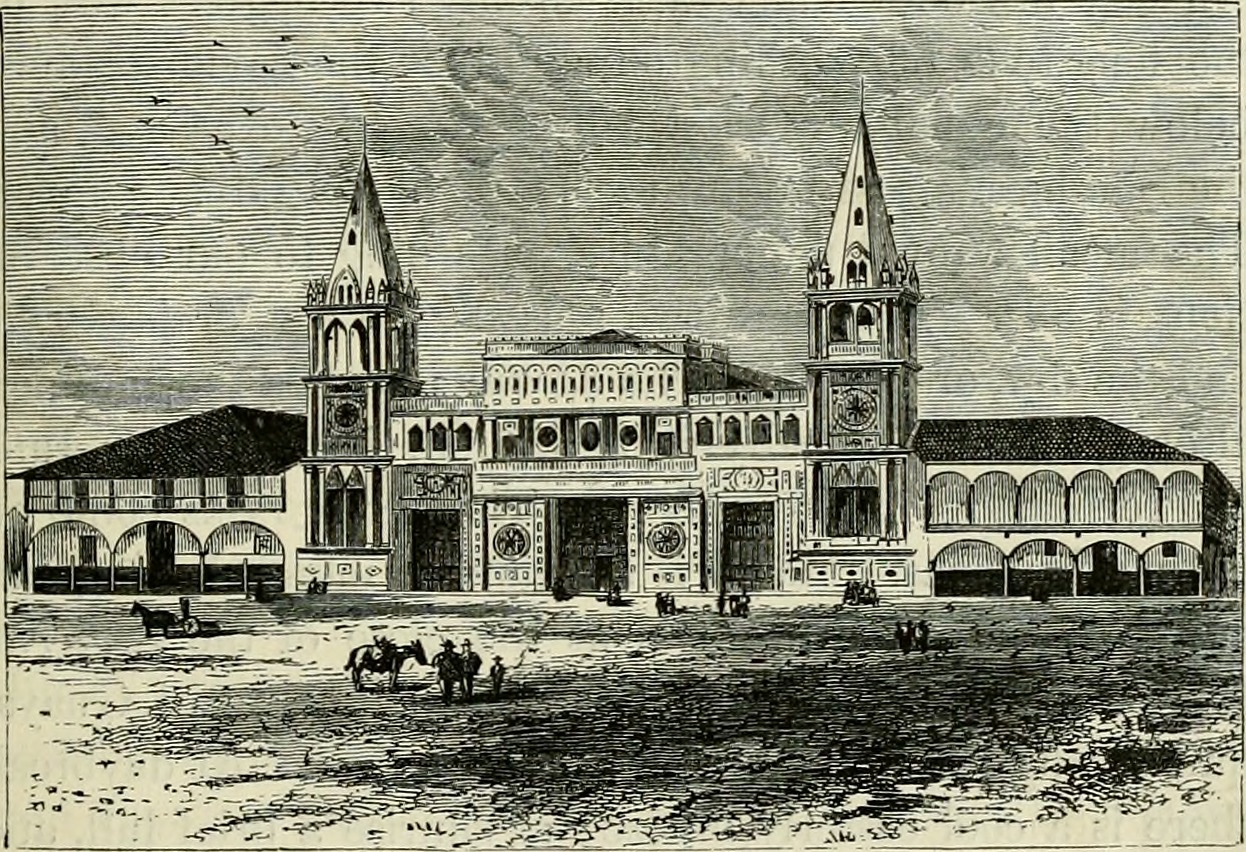
Catedral antigua 1876

Originalmente la catedral fue construida en madera junto a la Casa del Cabildo y en la Plaza de Armas, (actual Parque Seminario) luego el templo fue destruido por un incendio en 1692. Fue refaccionado durante la República, manteniendo el sencillo estilo colonial que tenía, hasta que se decidió desmantelar la iglesia original en el siglo XX y reedificarla en materiales duraderos.
La iglesia tuvo como primer emplazamiento la cima del Santa Ana junto con la Casa del Cabildo, en aquel lugar se mantendrá por varios años. Hasta el año de 1639 cuando se decide derrocar debido a que había sufrido daños considerables por un incendio y para evitar el constante peligro hacia sus feligreses se decidió su demolición para luego comenzar con su reparación. El 6 de diciembre de 1692 la ciudad fue arrasada por un voraz incendio que provocó el traslado del núcleo urbano al sur que se conocía en aquella época como La Sabaneta o Puerto Cazones, dándose así el origen de la conocida Ciudad Nueva.
En 1694 se empezó a edificar la nueva Iglesia que adoptaría el nombre de "Matriz" en el sector de Ciudad Nueva que es el actual emplazamiento y fue inaugurada el año siguiente. A partir de su apertura no tuvo mayores cambios hasta que en 1822 el monseñor guayaquileño Francisco Xavier de Garaycoa y Llaguno decidió renovarle su arquitectura agregando una nueva torre a su fachada sumándose 2.
En 1870 la estructura pierde todo vestigio colonial debido a las nuevas corrientes arquitectónicas al más puro estilo neoclásico.
En 1924 se inicia la construcción de la actual Catedral de estilo Gótico  desmontando el viejo templo que era de madera. Los trabajos fueron realizados por la compañía Italiana Sociedad General de Construcciones.
Como dato adicional, la Municipalidad de Guayaquil al efectuar las obras de regeneración urbana en el Cerro Santa Ana, mandó a edificar un pequeño templo en la cima del mismo, haciendo referencia al lugar que antiguamente ocupó la Iglesia Matriz en los primeros años de existencia de la ciudad y donde se ubicaba el viejo Cabildo, hoy se levanta el faro.

## Arquitectura

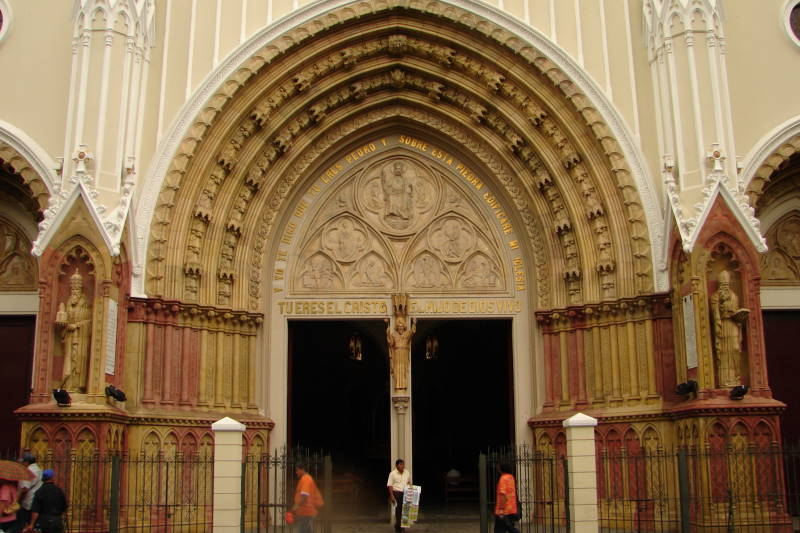
Portal de entrada de la Catedral de Guayaquil con una escultura de Santiago, patrono de la ciudad.

En la fachada de la iglesia original se encontraba un medallón de madera tallada con la imagen del Apóstol Santiago, patrono de Guayaquil, que al ser retirada de la antigua iglesia fue colocado como decoración en el Despacho del Alcalde de Guayaquil, en el Palacio Municipal de Guayaquil donde actualmente se conserva.
Es el único edificio que mantiene el uso original de los solares de la antigua Plaza de Armas de Guayaquil, pues a principios del siglo XX el Palacio Municipal de Guayaquil y el Palacio de la Gobernación del Guayas fueron construidos en el Malecón Simón Bolívar, con lo que el propio concepto de plaza mayor de herencia hispánica se perdió en el centro de Guayaquil.
Actualmente, los otros solares de la antigua Plaza de Armas están ocupados por hoteles y edificios particulares. Desde la calle Chimborazo se puede apreciar la zona frontal de la Catedral, donde se encuentran las estatuas talladas de los Cuatro Evangelistas.
La actual edificación en concreto se construyó entre 1924 y 1937, actualmente se encuentra en las calles Chimborazo entre 10 de Agosto y Clemente Ballén.
La Catedral tiene adosado el Palacio Arzobispal de Guayaquil y los despachos de la curia metropolitana, también en estilo neogótico.
Ha sido escenario de las misas de réquiem de los expresidentes del Ecuador Jaime Roldós, León Febres-Cordero Ribadeneyra y Carlos Julio Arosemena Monroy.

### Galería

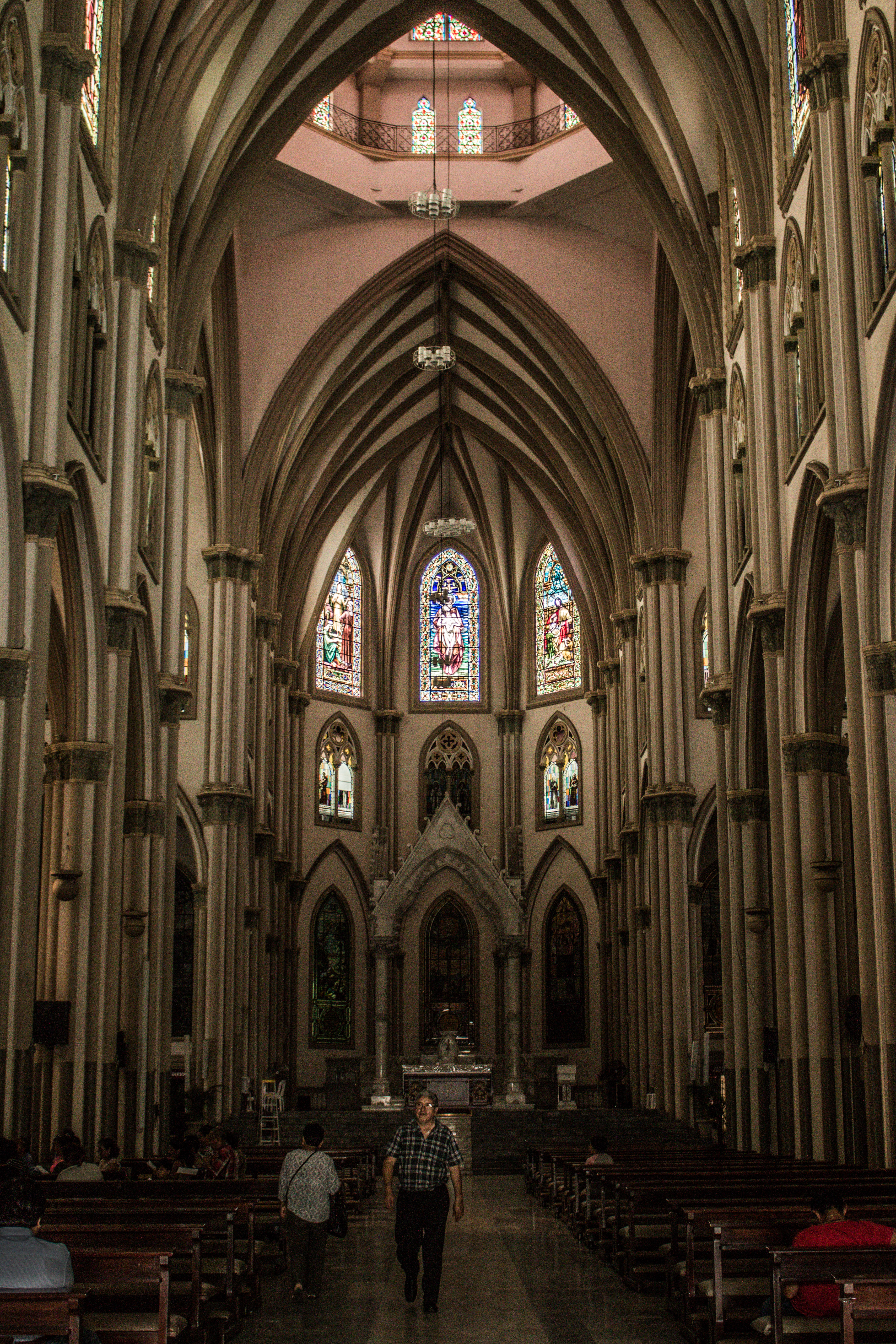
Detalle interior de la Catedral en la noche
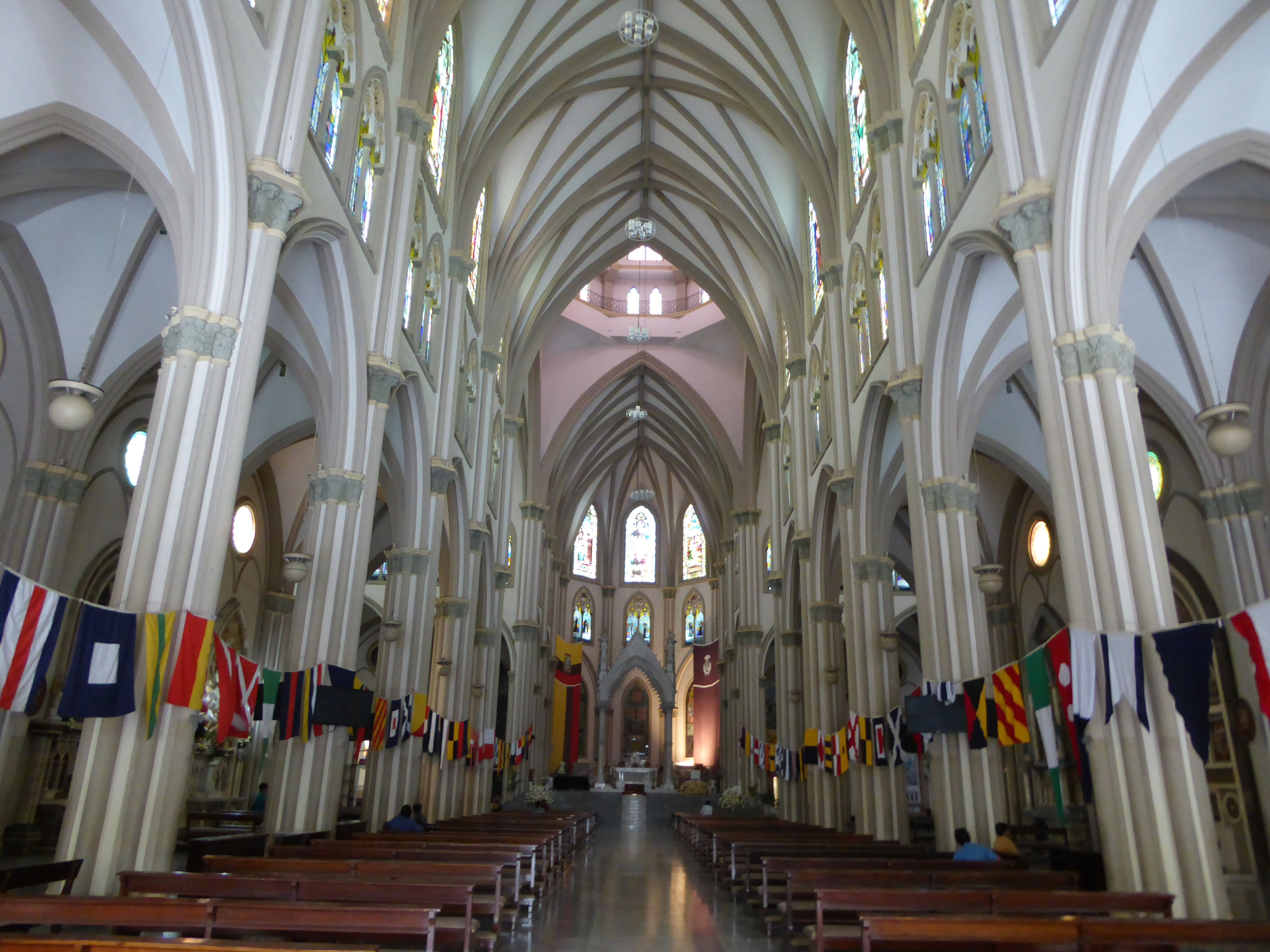
Interior de la Catedral durante el día
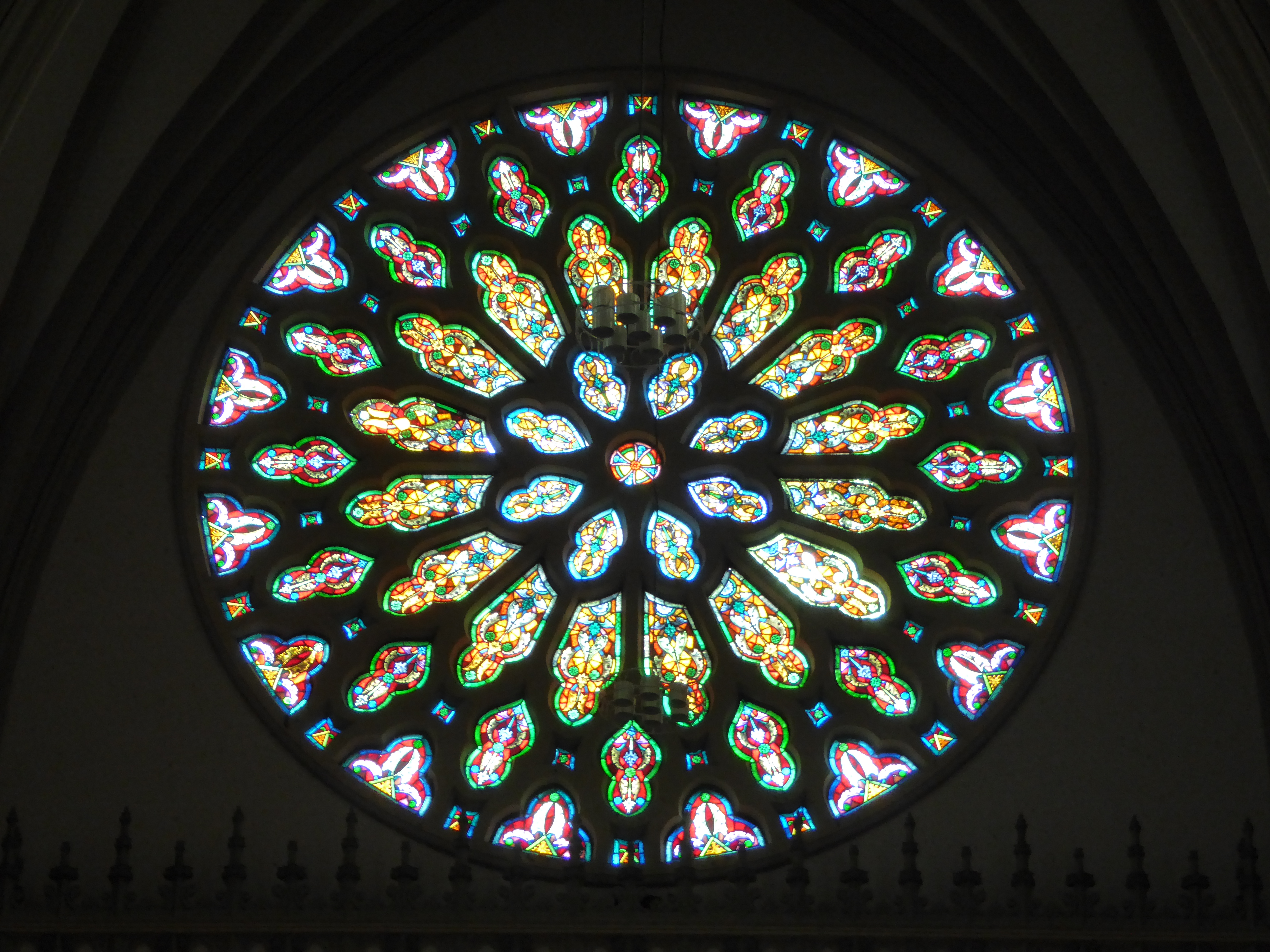
Detalle de los vitrales de la fachada desde el interior
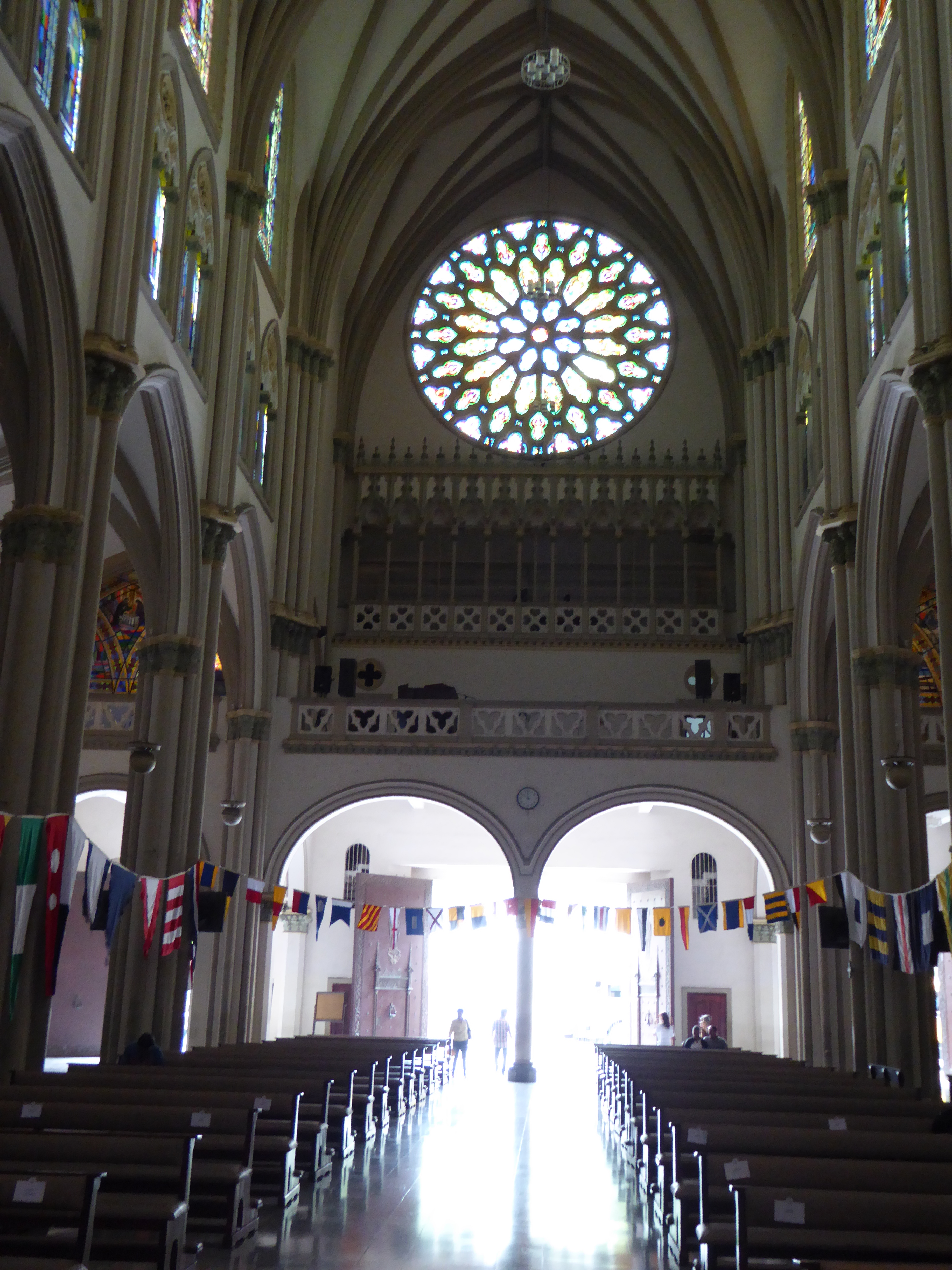
Fachada principal desde el interior

## Personajes que fueron sepultados
Personajes que fueron sepultados en la época colonial y principios de la era republicana, que después del desarme de la antigua iglesia de madera para construir la actual al parecer se perdieron o bien podrían estar sus osamentas donde hoy se levante el Hotel Guayaquil.
| Nombre                        | Ocupación                                              | Defunción       |
| ----------------------------- | ------------------------------------------------------ | --------------- |
| Antonio Enríquez de la Viesca | Comerciante                                            | Guayaquil, 1768 |
| Joseph de Bargas              | Presbítero y Abogado de las Audiencias de Lima y Quito | Guayaquil, 1768 |
| Ramón de Noboa y Unzueta      | Procurador general y alcalde ordinario                 | Guayaquil, 1799 |
| Joaquín de Pareja y Troya     | Alférez real del Cabildo                               | Guayaquil, 1804 |
| Tadeo de Robles y Pacheco     | Teniente Gobernador y Justicia de Zaruma               | Guayaquil, 1819 |
| Julián Bodero de Larrabeytia  | Teniente Alguacil Mayor                                | Guayaquil, 1842 |
| Fray José Bou                 | Prócer de la Independencia                             | Guayaquil, 1842 |

## Cripta
En este lugar se encuentran inhumados varios de los obispos y religiosos que actuaron en la catedral siendo los siguientes:
| Nombre                      | Ocupación              | Defunción       |
| --------------------------- | ---------------------- | --------------- |
| José Tomás de Aguirre       | Obispo de Guayaquil    | Guayaquil, 1868 |
| José Lizarzaburo            | Obispo de Guayaquil    | Guayaquil, 1877 |
| Andrés Machado              | Obispo de Guayaquil    | Guayaquil, 1926 |
| José Heredia                | Obispo de Guayaquil    | Guayaquil, 1954 |
| Francisco Larrea Egüez      | Monseñor               | Guayaquil, 2001 |
| Francisco Dólera Fernández  | Monseñor               | Guayaquil, 2004 |
| Juan Ignacio Larrea Holguín | Arzobispo de Guayaquil | Quito, 2007     |
| Roberto Pazmiño Guzmán      | Monseñor               | Guayaquil, 2016 |